# والتر كانيمان
والتر كانيمان (14 مارس 1997 بكونسبسيون ديل أوروغواي في الأرجنتين - ) هو لاعب كرة قدم ألماني وأرجنتيني في مركز الدفاع. لعب مع غريميو بورتو أليغرينزي ونادي سان لورينزو.

## روابط خارجية
- والتر كانيمان على موقع IMDb (الإنجليزية)
- والتر كانيمان على موقع الاتحاد الدولي (مؤرشف)  (الإنجليزية)
- والتر كانيمان على موقع إي إس بي إن إف سي (الإنجليزية)
- والتر كانيمان على موقع قاعدة بيانات كرة القدم.إي يو (الإنجليزية)
- والتر كانيمان على موقع ليكيب (الفرنسية)
- والتر كانيمان على موقع ناشيونال فوتبول تيمز (الإنجليزية)
- والتر كانيمان على موقع Soccerbase.com (لاعب) (الإنجليزية)
- والتر كانيمان على موقع Soccerway.com (الإنجليزية)
- والتر كانيمان على موقع عالم كرة القدم.نت (الإنجليزية)
- والتر كانيمان على موقع AS.com (الإسبانية)